# Брынза (Молдова)
Брынза (рум. Brînza) — село в Кагульском районе Молдавии. Относится к сёлам, не образующим коммуну.

## География
Село расположено на высоте 7 метров над уровнем моря.

## Население
По данным переписи населения 2004 года, в селе Брынза проживает 2618 человек (1293 мужчины, 1325 женщин).
Этнический состав села:
| Национальность | Число жителей | Процентный состав |
| -------------- | ------------- | ----------------- |
| молдаване      | 2499          | 95,45             |
| румыны         | 71            | 2,71              |
| украинцы       | 13            | 0,5               |
| русские        | 10            | 0,38              |
| гагаузы        | 8             | 0,31              |
| цыгане         | 4             | 0,15              |
| болгары        | 3             | 0,11              |
| прочие         | 10            | 0,38              |
| Всего          | 2618          | 100 %             |